# 特爾城 (印地安納州)
特爾城（英語：Tell City）是一個位於美國印地安納州佩里縣的城市。根據2010年美國人口普查，該地人口為2607人，而該地的面積約為12.01平方千米。同時該地也是佩里縣的縣治。

## 地理
特爾城的座標為37°57′51″N 86°45′41″W / 37.96417°N 86.76139°W，而該地的平均海拔高度為128米（即420英尺）。